# Сенеш, Арпад
Арпад Сенеш (венг. Szenes Árpád; 6 мая 1897, Будапешт — 16 января 1985, Париж) — венгерский и французский живописец, сторонник абстракционизма, деятель «парижской школы».

## Жизнь и творчество
Родился в еврейской семье. Начал серьёзно заниматься живописью ещё в юности. В 1918 году поступил в Свободную академию в Будапеште, где придерживались либерально-прогрессивных взглядов на современное искусство. Здесь познакомился с «новой музыкой» (Бела Барток, Золтан Кодай) и конструктивистским рисунком Лайоша Кашшака, с кубистским и футуристическим искусством. В 1922 году состоялась первая персональная выставка А. Сенеша в будапештском музее Эрнст.

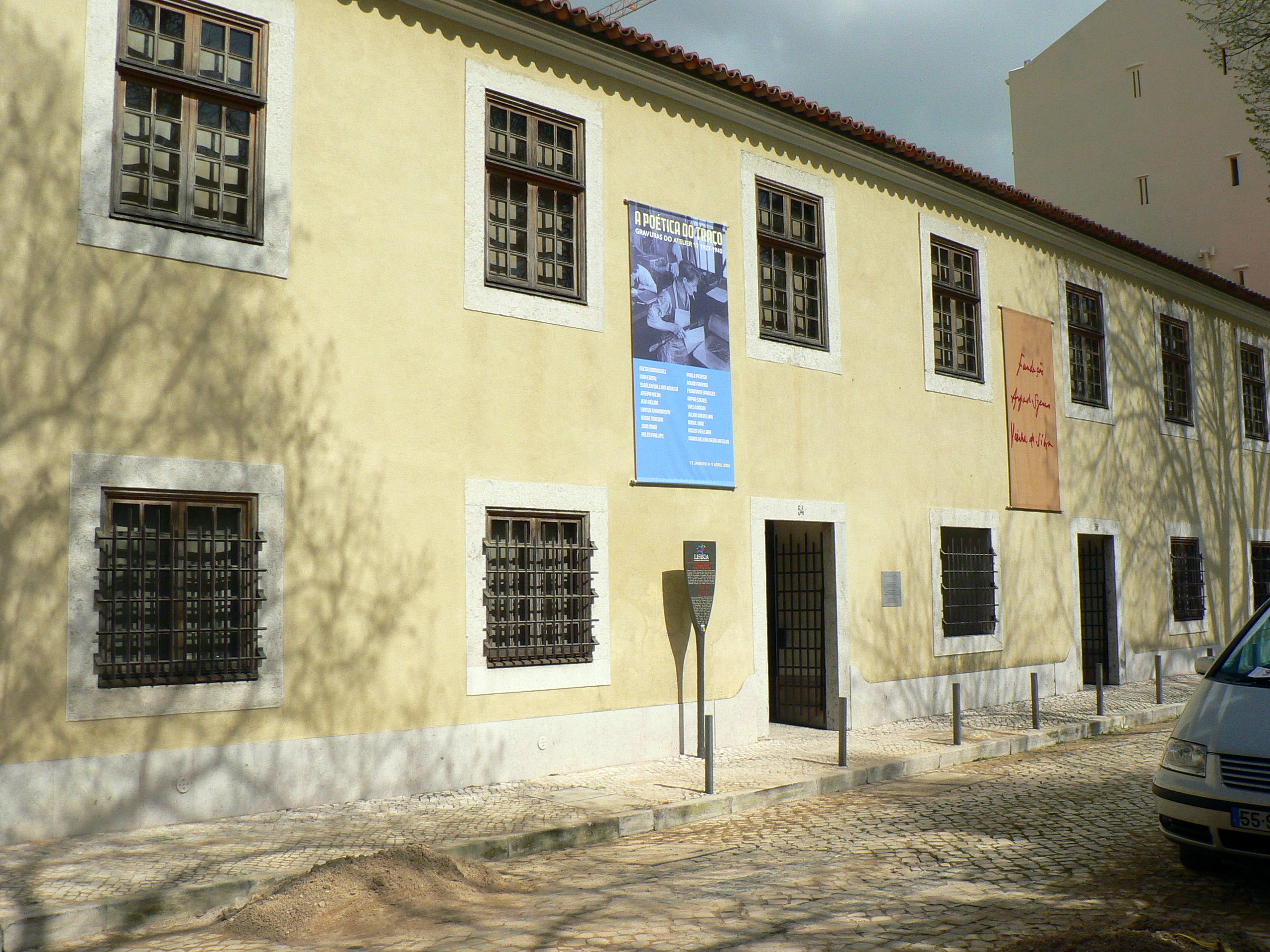
Музей А. Сенеша и М. Э. Виейры да Силва в Лиссабоне

После длительного путешествия по Европе в 1924 году, с посещением Берлина, Мюнхена и итальянских городов, в 1925 поселился в Париже. Здесь он обучался в Академии Гранд Шомьер. В 1929 познакомился с португальской художницей Марией Виейрой да Силва, в 1930 году они вступили в брак. С 1931 начал работу над графикой в парижском Ателье 17. В этот период он ознакомился с сюрреалистическим искусством и находился под его влиянием. После начала Второй мировой войны вместе с женой уехал сначала в Лиссабон, а потом в Бразилию (в 1940), где жил и работал до 1947 года, затем вернулся во Францию.
В 1950-е годы находился под влиянием японского традиционного искусства, экспериментировал с гуашью и темперой, игрой света и атмосферными явлениями на полотне. В 1940-х годах являлся одним из крупнейших представителей парижской школы живописи. Работал с поэтами Рене Шаром и Клодом Эстебаном, чьи работы иллюстрировал. В 1956 принял французское гражданство. В 1960-е стал международно признанным мастером живописи, его работы выставлялись на documenta II (1959) и documenta III (1964) в Касселе, на интернациональных выставках во Франции, Португалии и в других странах. Награждён Премией за заслуги в области искусств Франции.